# Absolue
Een absolue is een geurende stof verkregen door extractie  uit een natuurlijk materiaal.

## Gebruik
Absolues worden met name in duurdere parfums en andere cosmetica gebruikt. Ook parfums die wat minder duur zijn bevatten vaak een paar procent absolues.

## Bereiding
Er zijn verschillende manieren om een absolue te bereiden. Afhankelijk van het gebruikte extractiemiddel zullen ook de geuren verschillend zijn.
Vroeger werd een absolue gemaakt door middel van enfleurage. Hierbij worden geurende plantendelen een tijd in of op vet gelegd. Het vet neemt de geur aan en wordt daarmee een pommade. De pommade wordt vervolgens opgelost in alcohol. Hierin lossen voornamelijk de geurstoffen op. Na verdamping van de alcohol blijft dan de absolue over. Men spreekt hier ook wel van een absolue de pommade of absolue de chasis. Alleen van tuberoos wordt nog zo nu en dan een absolue door enfleurage gemaakt.
Tegenwoordig wordt een absolue vrijwel altijd gemaakt door geurende plantendelen eerst een tijd in hexaan of een vergelijkbaar apolair oplosmiddel te extraheren. Het extract dat na verdamping van de hexaan overblijft, bestaat uit een vettige massa, ook wel concrète genoemd. Deze concrète wordt vervolgens opgelost in alcohol (een polair oplosmiddel). Hierin lossen alle stoffen op die niet in de hexaan oplosten. Na verdamping van de alcohol blijft dan de absolue over. 
Door deze werkwijze is het absolue watervrij. Bij plantendelen die vrijwel geen water bevatten zoals harsen wordt de tussenstap van het concrète meestal overgeslagen en wordt de extractie direct in alcohol uitgevoerd. Afhankelijk van de fabrikant wordt dan gesproken van een absolue of een resinoïde.

## Voorbeelden
Veel gebruikte absolues zijn:
- Eikenmos
- Jasmijn
- Lavendel
- Mimosa
- Roos
- Tonkabonen
- Tuberoos